# Capital Bra
Vladislav Balovatski (Ru.Владислав Баловацький; rođen 23. Novembar 1994, Sibir, Rusija) odnosno Joker Bra je nemački reper rusko-ukrajinskog porekla iz Berlina, koji poseduje svoj sopstveni lejbl pod nazivom Bra Musik. 
Njegova muzika, koja najčešće pripada nemačkom gangsta-rap žanru, je odlikovana mnogobrojnim uspesima broj jedan (nem. Nummer-Eins-Erfolg) i top deset hitovima (nem. Top-10-Hits) u nemačkoj i austrijskoj Chart listi. Osim toga, prvi je i jedini reper u Nemačkoj, koji je uspeo u toku jedne kalendarske godine čak trinaest puta da osvoji hit broj jedan (nem. Nummer-eins-Hits).

## Život
Capital Bra je rodjen 1994. godine u Rusiji. Njegovi roditelji su bili zaposleni u naftnoj industriji. Posle se preselio sa roditeljima u Dnjepar (Ukrajina), gde je proveo deo svog detinjstva. Sa svojih sedam godina zajedno sa svojom majkom se seli u Hoenšenhauzen, Berlin. U ranom detinjstvu je igrao fudbal u klubu FK Dinamo Berlin. Nešto kasnije dospeva u milje kriminala i počinjava sitne zločine. Zbog svoje problematičnosti često je menjao škole, što je dovelo do toga da napusti školu već u devetom razredu.
Iako živi u nemačkoj ne poseduje nemačko državljanstvo.

## Karijera

#### 2014-2016
Već sa jedanaest godina Capital Bra počinje da piše svoje prve tekstove, a prvi put se javno pojavljuje 2014. godine u reperskoj-underground emisiji pod nazivom Rap am Mittwoch i kroz nekoliko učešća postaje omiljen među publikom. Dve godine kasnije (12. februara 2016.) izbacuje svoj prvi album Kuku Bra. Zbog prethodne brzorastuće popularnosti zauzima 23. mesto charts-a u top sto albuma u Nemačkoj, dok u Austriji zauzuma 61. mesto.

#### 2017
Godinu dana kasnije (februara 2017.) objavljuje svoj drugi album pod nazivom Makarov Komplex, koji u Nemačkoj zauzima drugo mesto, Austriji prvo i Švajcarskoj peto. Nakon toga objavljuje EP pod nazivom Ibrakadabra.
Nešto kasnije, u septembru, objavljuje svoj novi album Blyat, koji se popeo u top 3 Albuma u Nemačkoj i Austriji, dok je u Švajcarskoj dospeo u top 5.

#### 2018
11. juna 2018. objavljuje da napušta svoj prvobitni Kuku Team lejbl i pridružuje se sa reperom Samrom Bušidovom lejbelu Erstguterjunge. Deset dana kasnije objavljuje svoj četvrti album Berlin Lebt, koji je dospeo na prvo mestu u sve tri države.Potom objavljuje sa Bušidom i Samrom pesmu Für euch alle, koja je dobila zlatnu ploču i bila singl broj jedan u sve tri zemlje. Njegov prethodni album (Blyat) je prodat u 100.000 primeraka i nagradjen zlatnom pločom. Takođe su nagradjena i dva singla (One Night Stand i Neymar) platinastom pločom i singl (Berlin Lebt i Fünf Songs in einer Nacht) zlatnom. U avgustu 2018. dobija još jednu platinastu ploču i broj jedan singl u Nemačkoj, Austriji i Švajcarskoj za pesmu Melodien.
U novembru objavljuje još jedan album Allein.

#### 2019
Januara 2019. godine Capital Bra i Samra iz ličnih razloga napuštaju lejbl Erstguterjunge i osnivaju svoj sopstveni lejbl (Bra Musik). U septembru dovodi u lejbl još jednog repera Ali471, koji posle par meseci napušta lejbl.
U aprilu objavljuje album CB6. 4. oktobra Capital Bra i Samra obvaljuju svoj prvi Kolabo-Album Berlin Lebt 2, koji je album broj jedan u Nemačkoj, Austriji i Švajcarskoj.

#### 2020-2022
Septembra 2020. izbacuje album CB7, nakon toga 2022. album 8 i u saradnji sa Banger Musik-om objavljuju album Deutschrap Brandneu.